# 耶律禿満答児
耶律 禿満答児（やりつ トゥメンデル、生没年不詳）は、モンゴル帝国に仕えた契丹人の一人。

## 概要
トゥメンデルはモンゴル帝国草創期の功臣トガン（禿花）の子のバイジュ（買住）の息子で、兄には百家奴、弟には忽林帯がいた。トガンの死後、トガン家では短命もしくは病弱な当主が続いており、トガンの嫡男のジュゲ（朱哥）、ジュゲの子の宝童、ジュゲの弟のバイジュ、バイジュの子の忽林帯・百家奴と、短期間に当主が代わっていた。さらに、百家奴が別の官に移ったことにより、弟のトゥメンデルがの地位を継承し、「成都管軍万戸」として四川方面に駐屯することになった。
1274年（至元11年）にはクドゥ（忽敦）に従って嘉定を攻めるに当たり、平康寨を修復してこれを守った。1275年（至元12年）には汪田哥とともに九頂山を攻略し、都統を一人殺したことでようやく嘉定も陥落した。その後、更に瀘州・叙州諸城を下して遂に重慶を包囲し、南宋側の援軍を水軍でもって防いだ。1276年（至元13年）には一度下った瀘州が寝返ったため再び包囲し、重慶が派遣してきた援兵も破った。しかし瀘州の守りは固くなかなか攻略できなかったため、トゥメンデルは夜に兵を率いて水城を奪い、黎明に城壁を上ってようやく陥落させ、王世昌・李都統らを斬った。
その後、再び重慶包囲に戻って守将の張玨が率いる軍団を破ったことで、遂に重慶は陥落した。これらの功績により夔州路招討使、四川東道宣慰使、同僉四川等処行枢密院事、四川等処行中書省左丞、行尚書省左丞を歴任した後、亡くなった。

## モンゴル帝国の四川駐屯軍
- 成都等路万戸府(成都路)…耶律禿満答児・汪嗣昌一族・劉恩一族
- 嘉定万戸府(嘉定府路)…テムル・ブカ一族
- 保寧万戸府(広元路)…石抹不老一族・汪惟簡一族
- 順慶等処万戸府(順慶路)…不明
- 重慶五路守鎮万戸府(重慶路)…郝和尚バアトル一族
- 夔州路万戸府(夔州路)…石抹狗狗一族
- 叙州万戸府(叙州路)…不明